# Jean Bepmale
Jean, Eugène, Omer Bepmale (1er septembre 1852 - 9 novembre 1921) est un avocat, homme politique, photographe et pyrénéiste français.

## Biographie
Né le 1er septembre 1852 à Saint-Gaudens (Haute-Garonne), il en est maire de 1884 à 1921. Il est député de la Haute-Garonne du 20 août 1893 au 8 mai 1898 et du 27 avril 1902 à 1907, inscrit au groupe Radical-socialiste.
En 1906, il traverse, par tronçons de plusieurs semaines, les Pyrénées de mer à atlantique, anticipant de presque 60 ans la création de la Haute randonnée pyrénéenne. Il documente ses voyages par des photographies nombreuses et soigneusement légendées, dont certaines sont exposées au musée - Arts & Figures des Pyrénées centrales à Saint-Gaudens.
Il est élu sénateur de la Haute-Garonne de 1907 à 1920.
Il est vice-président de la Commission qui s'occupe de la séparation des Églises et de l’État
Il décède le 9 novembre 1921 à Saint-Gaudens où une rue porte son nom.